# Aris Konstantinidis

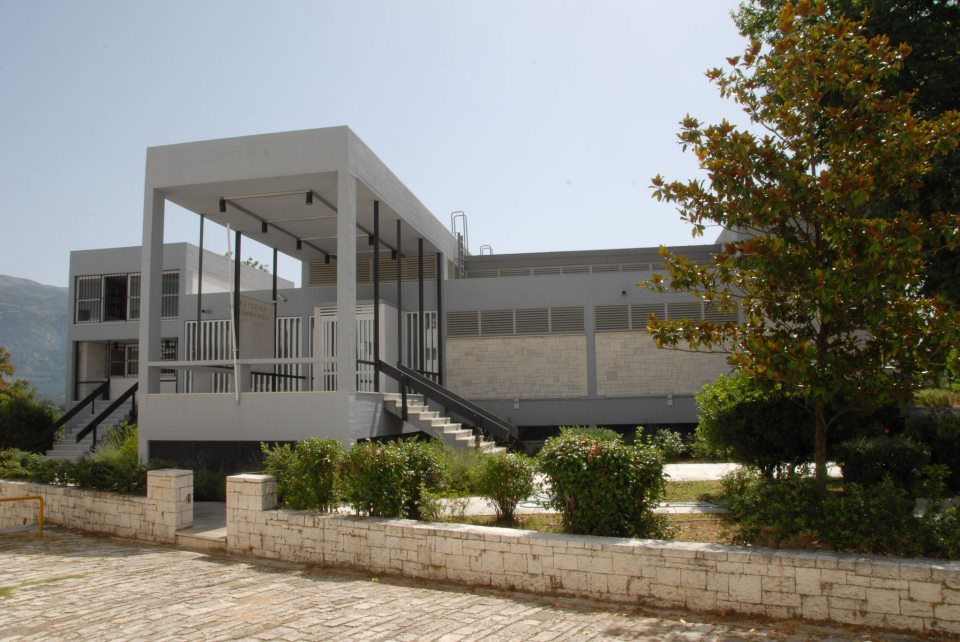
Museo Arqueológico de Ioánina (1963-1966)

Aris Konstantinidis (en griego: Άρης Κωνσταντινίδης; Atenas, 4 de marzo de 1913-ibidem, 18 de septiembre de 1993) fue un arquitecto racionalista griego. Está considerado el mejor arquitecto moderno de Grecia.

## Trayectoria
Estudió en la Universidad Técnica de Múnich (1931-1936). Además de arquitecto fue poeta y fotógrafo, con una peculiar personalidad que le hizo apartarse de los grandes encargos oficiales y de los círculos académicos. Solía comentar, citando a Dionisos Solomós, que la arquitectura debería practicarse «por la reflexión y por el sueño».
Desde 1937, Konstantinidis trabajó en el Servicio de Urbanismo de Atenas, así como en el Organismo de la Vivienda Obrera, para el que construyó numerosos complejos residenciales en varias ciudades del país. En 1957 fue nombrado también director de la Oficina de Estudios del Organismo Nacional de Turismo, para la que se encargó de construir numerosos hoteles para la cadena Xenia, como los de Kalambaka, Epidauro y la isla de Poros. En los años 1960 realizó los museos arqueológicos de Ioánina (1963-1966) y Komotiní (1968-1970).
En 1967 dimitió de todos sus cargos públicos en disconformidad con la Dictadura de los Coroneles y se exilió a Suiza, donde fue profesor en la Escuela Politécnica Federal de Zúrich.
Entre sus obras, además de hoteles y museos, se encuentran cines, centros comerciales, salas de exposiciones y casas unifamiliares; estas últimas, generalmente al borde del mar, le otorgaron una gran fama. Konstantinidis aunó modernidad y respeto por la arquitectura tradicional, con un estilo austero exento de decorativismo y una técnica constructiva basada en la conjunción de muros de piedra, vigas y losas de hormigón, elementos metálicos de apoyo y galerías de madera. Para él, «el lugar y el emplazamiento son los dos datos básicos para crear una verdadera arquitectura».
En 1950 publicó Las viejas casas de Atenas, en el que hacía una defensa de la arquitectura popular griega.
En 1990 fue galardonado con el Premio Herder otorgado por la Fundación Alfred Töpfer de Hamburgo.
Su hijo Dimitri Konstantinidis es también arquitecto.